# Dom Polsko-Słowacki w Gorlicach
Dom Polsko-Słowacki w Gorlicach – muzeum funkcjonujące w strukturach organizacyjnych Gorlickiego Centrum Kultury. Powstał jako efekt projektu realizowanego przez miasto Gorlice przy współpracy dwóch miast partnerskich: Bardejova i Krynicy, ze wsparciem środków unijnych z programu INTERREG IIIA Polska – Republika Słowacka 2004-2006. Dwa kolejne tego typu ośrodki istnieją w Bardejovie i Czyrnej koło Krynicy.

## Opis
Dom Polsko-Słowacki w Gorlicach swą działalność od początku koncentruje na organizacji:
- wystaw
- wernisaży
- konkursów
- konferencji
- prezentacji
- szkoleń
- projekcji kina letniego.

Kieruje ją do różnych grup mieszkańców, przyczyniając się do podniesienia poziomu ich wiedzy, wzbogacenia mapy kulturalnej Gorlic, a także zwiększenia atrakcyjności turystycznej regionu.
Niezwykle charakterystyczna galeria Domu Polsko-Słowackiego, którą tworzy kilka pomieszczeń połączonych niewielkimi korytarzykami, stwarza zarówno twórcom profesjonalym jak i nieprofesjonalnym bogate możliwości zaprezentowania swojej twórczości szerszemu gronu odbiorców.